# Bruno Van Grootenbrulle
Bruno Van Grootenbrulle est une personnalité politique belge née le 18 avril 1953 à Ath. Ingénieur industriel de formation, il est affilié au Parti socialiste.
Chef de service aux mutualités socialistes sur Ath, Bruno Van Grootenbrulle a été échevin d'Ath de 1989 à 1997. Il est alors devenu bourgmestre, succédant à Guy Spitaels. Plébiscité en 2000, reconduit en 2006, il est également député fédéral du 13 juin 1999 au 10 juin 2007, alors qu'entre le 5 juillet 2007 et le 6 mai 2010, il remplace successivement Elio Di Rupo et Marie Arena. 
Le 26 juin 2008, il démissionne, pour raisons personnelles, de ses fonctions de bourgmestre et de conseiller communal.
L'homme désire se retirer de la vie politique afin d'aborder de manière plus sereine sa défense dans le cadre du prochain procès de Ghislenghien et de maintenir la sérénité autour de son cercle familial.
En effet, à la suite de la clôture de l’instruction relative à la catastrophe de Ghislenghien, l’Office de madame le procureur du Roi de Tournai a décidé, quelques jours avant sa démission, de son renvoi devant la Chambre du Conseil du Tribunal correctionnel de Tournai.
C'est l'échevin Jean-Pierre Denis qui a pris la tête de la ville d'Ath.
Il déclare devant la presse le 4 septembre 2011 souhaiter revenir dans la vie politique communale.
Il revient le 6 décembre 2011 au 25 mai 2014 comme député fédéral, remplaçant le premier ministre Elio Di Rupo, empêché.